# دینگولسهاوزن
دینگولسهاوزن (به آلمانی: Dingolshausen) یک شهر در آلمان است که در بایرن واقع شده‌است.

## خصوصیات
دینگولسهاوزن ۱۰٫۲۳ کیلومترمربع مساحت دارد ۲۷۰ متر بالاتر از سطح دریا واقع شده‌است.